# 馬韃子諸葛介
馬韃子諸葛介（学名：Chukocythere matatzui）为粗面介科諸葛介屬下的一个种。